# 萊特梅克河
51°11′43″N 7°58′26″E / 51.195191°N 7.974027°E
萊特梅克河（德語：Lettmecke），是德國的河流，位於該國西部，處於北萊茵-威斯特法倫州，屬於弗雷特巴赫河的右支流，河道全長2.2公里，流域面積3.2平方公里。